# USS LST-1078
O USS LST-1078 foi um navio de guerra norte-americano da classe LST que operou durante a Segunda Guerra Mundial.